# Les Cèdres (Québec)
Pour les articles homonymes, voir Les Cèdres (homonymie).
Les Cèdres est une municipalité du Québec située dans la municipalité régionale de comté de Vaudreuil-Soulanges en Montérégie, dans le pays du Suroît.

## Histoire
Le nom de la municipalité origine des grands cèdres (thuyas) qui se trouvaient au pied des rapides bordant le fleuve Saint-Laurent à cet endroit. Le cartographe Deshayes le mentionne sous le nom de « Rapide du Costeau des Cèdres » en 1695. Les rapides des Cèdres obligent les explorateurs français de la Nouvelle-France à y faire du portage. Ils appellent ce lieu « Coteau-des-Cèdres », « Portage-du-Coteau-des-Cèdres » ou simplement « Les Cèdres ». À l'intérieur ou à proximité de la municipalité portent également le toponyme « Les Cèdres » les entités suivantes : la pointe, la batture, le barrage, la centrale hydroélectrique, le bureau de poste, les secteurs résidentiels du Bas-des-Cèdres et du Haut-des-Cèdres, la rue.
En 1702, la seigneurie de Soulanges est concédée à Pierre-Jacques de Joybert de Soulanges et de Marson,, et meurt l'année suivante. Sa femme Marie-Anne Bécart de Granville et sa fille Marie-Geneviève Joybert de Soulanges se consacrent au développement de la seigneurie et, en 1715, les premiers colons s'implantent sur le territoire qui correspond actuellement au centre des Cèdres. La paroisse Saint-Joseph de Soulanges ouvre ses registres en 1752; elle couvre alors la presqu'île de Vaudreuil-Soulanges de même que la seigneurie de Beauharnois, soit l'ensemble du pays du Suroît. En 1760, des bateliers canadiens contraints de conduire des troupes anglaises vers Montréal, se jettent dans les rapides, afin d'y couler les pièces d'artillerie,. En 1768, le fils de Marie-Geneviève Joybert de Soulanges, Joseph-Dominique-Emmanuel Le Moyne de Longueuil devient seigneur de Soulanges.
En 1779, le capitaine William Twist décide de construire un canal pour contourner les rapides. Il appelle les lieux Cedar Rapids (rapides des Cèdres en anglais).
Malgré la présence tout près du fort de Coteau-du-Lac qui abrite plusieurs loyalistes, plusieurs habitants des Cèdres sont sympathisants de la rébellion des Patriotes. En 1838, Joseph Wattier, cultivateur et marchand local, est ainsi arrêté et jugé et ses propriétés incendiées. Dans la foulée de la suppression du régime seigneurial et de l'érection des municipalités de paroisse au Bas-Canada, la municipalité de la paroisse de Saint-Joseph-de-Soulanges est incorporée en 1845. Elle est nommée en hommage à Joseph-Dominique-Emmanuel Le Moyne de Longueuil. La municipalité de village de Soulanges est créée quelques années plus tard en 1852, par détachement de la municipalité de paroisse. La municipalité de village de Soulanges change son appellation pour celui de village des Cèdres. Dans la deuxième moitié du XIXe siècle, les quatre hôtels et tavernes des Cèdres, ainsi que plusieurs bicoques où l'on vend de l'alcool sans permis, attirent les navigateurs et cageux en transit
La Cedars Rapids Manufacturing and Power Company construit une centrale hydroélectrique qu'elle commence à exploiter en 1914, laquelle fournit de l'électricité pour Massena (New York).
La municipalité actuelle est constituée en 1985, par la fusion de la municipalité du village des Cèdres et de la municipalité de paroisse de Saint-Joseph-de-Soulanges. Le nom de la municipalité actuelle reprend le toponyme récent de la municipalité de village, Les Cèdres. Entre 1985 et 1987, les maires des deux anciennes municipalités gèrent conjointement la nouvelle municipalité. L'autoroute 30 et le pont Serge-Marcil sont ouverts à la circulation aux Cèdres en décembre 2012. Éprouvant des difficultés à assurer la pérennité financière de la base de plein air des Cèdres et comme seulement 10 % des usagers du site sont des Cédreaux, la municipalité des Cèdres et sa voisine Saint-Lazare conclut une entente en 2014 transférant la propriété et le territoire de la base de plein air à la ville de Saint-Lazare.

### Héraldique
Les armoiries « décrivent Les Cèdres, berceau du comté de Soulanges, remarquable par ses rapides, le fleuve Saint-Laurent et la fertilité agricole de la paroisse; soulignent la protection du patron saint-Joseph, ce juste qui croît comme le cèdre libanais; évoquent les souvenirs du fort, du moulin seigneurial, des deux cèdres des cageux et du pouvoir hydro-électrique; et rappellent le souvenir des deux premières familles seigneuriales les Joybert de Soulanges et les Lemoyne de Longueuil et la mémoire des courageux pionniers qui ont transformé une forêt en gerbes de blé. ».
| Credo cresco |
| ------------ |

| L'écu de Les Cèdres se blasonne ainsi : D'argent au chevron ondé d'azur accompagné en chef d'une rose de gueules accostée de deux cèdres de sinople, d'une gerbe de blé de la même pointe. |

## Géographie
Les Cèdres se situe sur la rive nord du fleuve Saint-Laurent entre les lacs Saint-François et Saint-Louis sur la presqu'île de Vaudreuil-Soulanges, au sud-ouest de Vaudreuil-Dorion, à l'est de Coteau-du-Lac et au sud-est de Saint-Clet et de Saint-Lazare. Située à quelque 40 km au sud-ouest de Montréal, elle fait partie de la région métropolitaine de Montréal. Le territoire couvre une superficie de 89 km2. La municipalité se trouve dans la plaine du Saint-Laurent et son relief est donc plat.
La rivière à la Graisse traverse l'ouest de la municipalité vers le sud jusqu'à sa confluence avec le Saint-Laurent.
Le canal de Soulanges traverse la municipalité de d'ouest en est.

## Démographie
| 1991  | 1996  | 2001  | 2006  | 2011  | 2016  | 2021  |
| ----- | ----- | ----- | ----- | ----- | ----- | ----- |
| 3 836 | 4 641 | 5 128 | 5 732 | 6 079 | 6 777 | 7 184 |

| Langue              | Nombre | Part (%) |
| ------------------- | ------ | -------- |
| Français seulement  | 5 175  | 90,5 %   |
| Anglais seulement   | 350    | 6,1 %    |
| Français et anglais | 70     | 1,2 %    |
| Autres langues      | 125    | 2,2 %    |

## Administration
Le mode d'élection est par bloc et par district, ce qui signifie que tout le conseil municipal est élu en même temps et que les conseillers représentent des secteurs géographiques de la municipalité. La municipalité dispose d'un plan de développement durable et d'une politique familiale qui orientent ses actions. Le conseil municipal œuvre à différents comités dont les finances, administration et ressources humaines; l'hygiène du milieu, voirie et travaux publics; sécurité publique; loisirs, culture et base de plein air; urbanisme et toponymie; convention collective et contrats de travail; régie intermunicipale du canal Soulanges; comité agricole. À l'élection de 2013, Raymond Larouche devient maire avec 60,3 % des voix devant la mairesse Géraldine T. Quesnel, en fonction depuis 2002. Le taux de participation est de 53,7 %.
|            | 2009-2013            | 2013-2017        |
| Maire      | Géraldine T. Quesnel | Raymond Larouche |
| District 1 | Thérèse Lemelin      | Thérèse Lemelin  |
| District 2 | Serge Clément        | Serge Clément    |
| District 3 | Lyse Thauvette       | Aline Trudel     |
| District 4 | Sarah-Claude Racicot | Karine Tessier   |
| District 5 | René Levac           | Yves Daoust      |
| District 6 | Jacques Bouchard     | Maxime Pratte    |

| Les Cèdres Maires depuis 2002                                                                                        |                      |         |          |
| Élection | Maire                | Qualité | Résultat |
| 2002 | Géraldine T. Quesnel |         | Voir     |
| 2005 | Géraldine T. Quesnel | Voir    |          |
| 2009 | Géraldine T. Quesnel | Voir    |          |
| 2013 | Raymond Larouche     |         | Voir     |
| 2017 | Raymond Larouche     | Voir    |          |
| 2021 | Bernard Daoust       |         | Voir     |
| Élection partielle en italique Depuis 2005, les élections sont simultanées dans toutes les municipalités québécoises |                      |         |          |

Au niveau supramunicipal, la municipalité des Cèdres fait partie de la municipalité régionale de comté de Vaudreuil-Soulanges. Elle fait également partie du territoire de la Communauté métropolitaine de Montréal. La population locale est représentée à l'Assemblée nationale du Québec par le député de la circonscription de Soulanges et à la Chambre des communes du Canada par le député de la circonscription de Vaudreuil-Soulanges.

## Urbanisme
La municipalité est traversée par le canal de Soulanges, parallèle au fleuve Saint-Laurent. L'autoroute du Souvenir (A-20) y conduit. Y passe également l'autoroute 30 qui relie Vaudreuil-Soulanges à Beauharnois et à la Rive-Sud de Montréal par le pont Serge-Marcil. La municipalité est desservie par la navette fluviale Les Cèdres-Salaberry-de-Valleyfield permet d'atteindre l'île aux Vaches.

## Économie
La ferme Longprés produit de l'huile de tournesol biologique sous le nom de Huiles d'Amérique. Cette huile est l'un des composants du savon de Chez nous fabriqué à Saint-Lazare,,.

## Culture
|                                                  |  |  |
| Le petit pouvoir, ancienne usine hydroélectrique |  |  |

L'ancienne centrale hydroélectrique du canal de Soulanges, inaugurée en 1899, est encore appelée le Petit pouvoir. Elle fonctionne jusqu'à l'avènement de la Voie maritime du Saint-Laurent en 1959. La centrale originale est classée monument historique par le ministère de la Culture et des Communications du Québec. Elle maintenant la propriété du ministère des Transports du Québec. L'église Saint-Joseph-de-Soulanges, construite en 1881, selon les plans et devis de l'architecte Victor Bourgeau, est classée comme ayant une architecture supérieure. Outre ces immeubles, plusieurs maisons patrimoniales de différents styles architecturaux existent encore aux Cèdres : la maison Lalonde-Madore (1774), la maison Charay (1793), la maison Ménard (1835), la maison François Massicotte (1837), le magasin général A-M. Bissonnette, l'entrepôt du canal, la maison Boomtown (1860), la maison Baillargé (1871), le monument du Sacré-Cœur (1888), la boulangerie Leroux (1888), la maison Bissonnette-Leroux, la maison Lafrance (1895), le château Ouimet (1900), la boutique Montpetit (1901), le presbytère (1908), de l'architecte Joseph Venne et la maison Chartrand (1913).
Le Pôle récréo-culturel situé au cœur du village des Cèdres compte la bibliothèque Gaby-Farmer-Denis, ouverte en 2012 par la municipalité,.
L'artiste peintre Séguin Poirier, la peintre et graveuse Manon Côté, l'artisane du vitrail Mireille Ménard et l'artiste photographe Lilianne Pilon habitent Les Cèdres.
La ferme Diodati confectionne le Montefino, un fromage de chèvre frais ou affiné aux arômes d'huile d'oilve et de fines herbes, et dont le nom provient de Montefino, une commune des Abruzzes en Italie (Prix du public 2002, Concours des fromages fins du Québec).
À tous les deux ans, a lieu dans cette municipalité la Biennale littéraire des Cèdres, événement mis sur pied par Lynn Chadwick et qui a couronné jusqu'ici Claudine Dumont en 2014 pour un roman paru aux Éditions XYZ et Neil Smith (auteur) en 2016 pour Boo, roman paru aux Éditions Alto.

## Éducation
La Commission scolaire des Trois-Lacs administre les écoles francophones.
- École Marguerite-Bourgeoys
- L'École Du Papillon-Bleu (pavillons Saint-Jean-Baptiste et Sainte-Trinité) à Vaudreuil-Dorion et l'École Des Étriers à Saint-Lazare servi autres parties de la ville[38]

La Commission scolaire Lester-B.-Pearson administre les écoles anglophones:
- L'École primaire Birchwood et l'École primaire Evergreen à Saint-Lazare et l'École primaire St. Patrick à Pincourt servent a la ville[39].

## Société

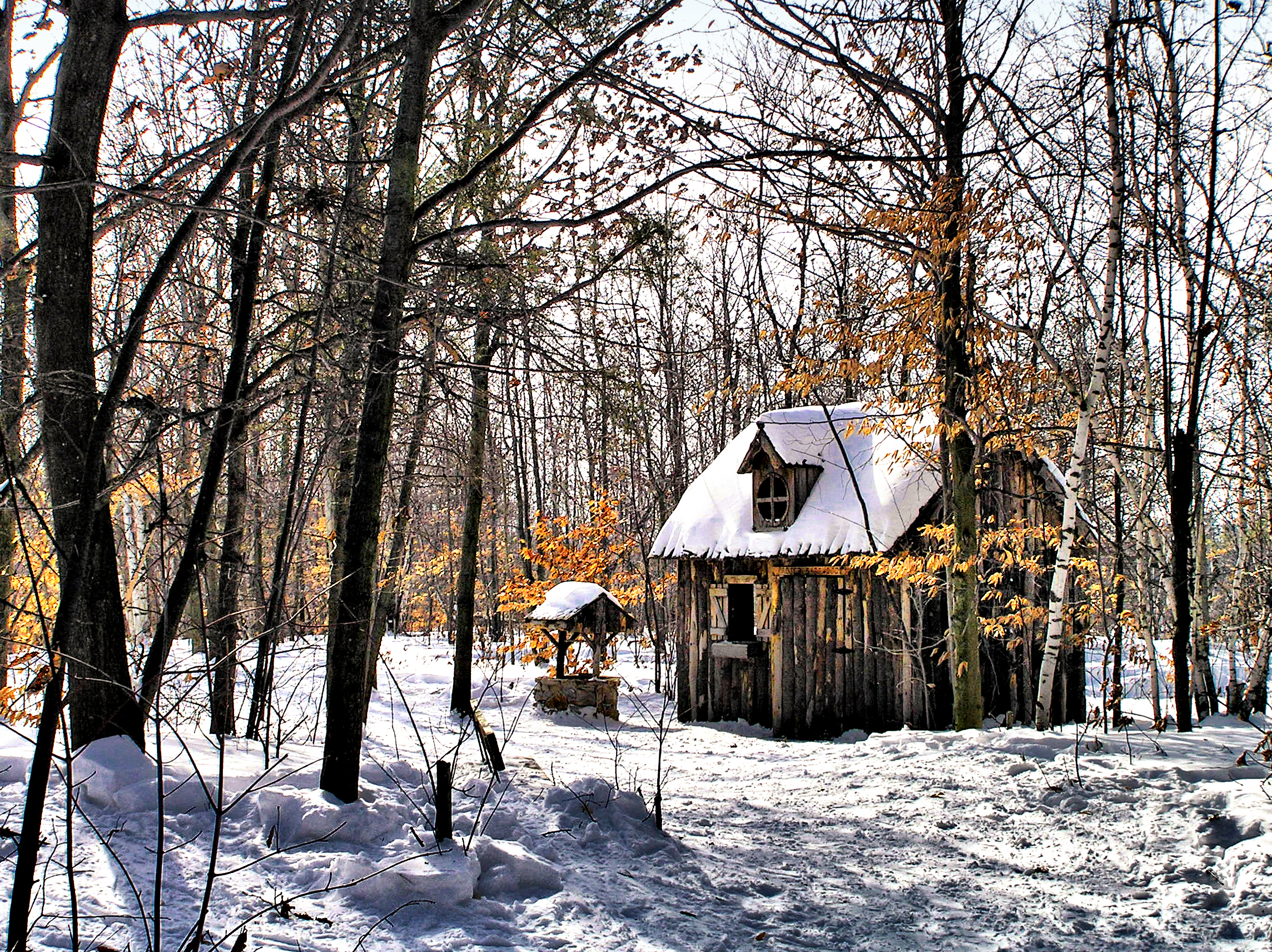
Base de plein air

La paroisse catholique des Cèdres est Saint-Joseph-de-Soulanges La base de plein air des Cèdres, créée en 1979 dans une pinière et exploitée par la municipalité entre 1999 et 2014, compte 29 km de sentiers de ski de fond et 2,7 km de sentiers de raquette. La base de plein air offre également des activités estivales et des parcs thématiques, par exemple Shérifville. La municipalité aménage en 2013 un jeu d'eau et quatre terrains de tennis dans le Pôle récréo-culturel.

### Personnalités liées
- Joseph-Dominique-Emmanuel Le Moyne de Longueuil (1738-1807), seigneur
- François-Xavier Prieur (1814-), patriote[42]
- Joseph Wattier, dit Lanoue, patriote